# Laspeyria sinuata
Laspeyria sinuata là một loài bướm đêm trong họ Erebidae.